# Gyula Moravcsik

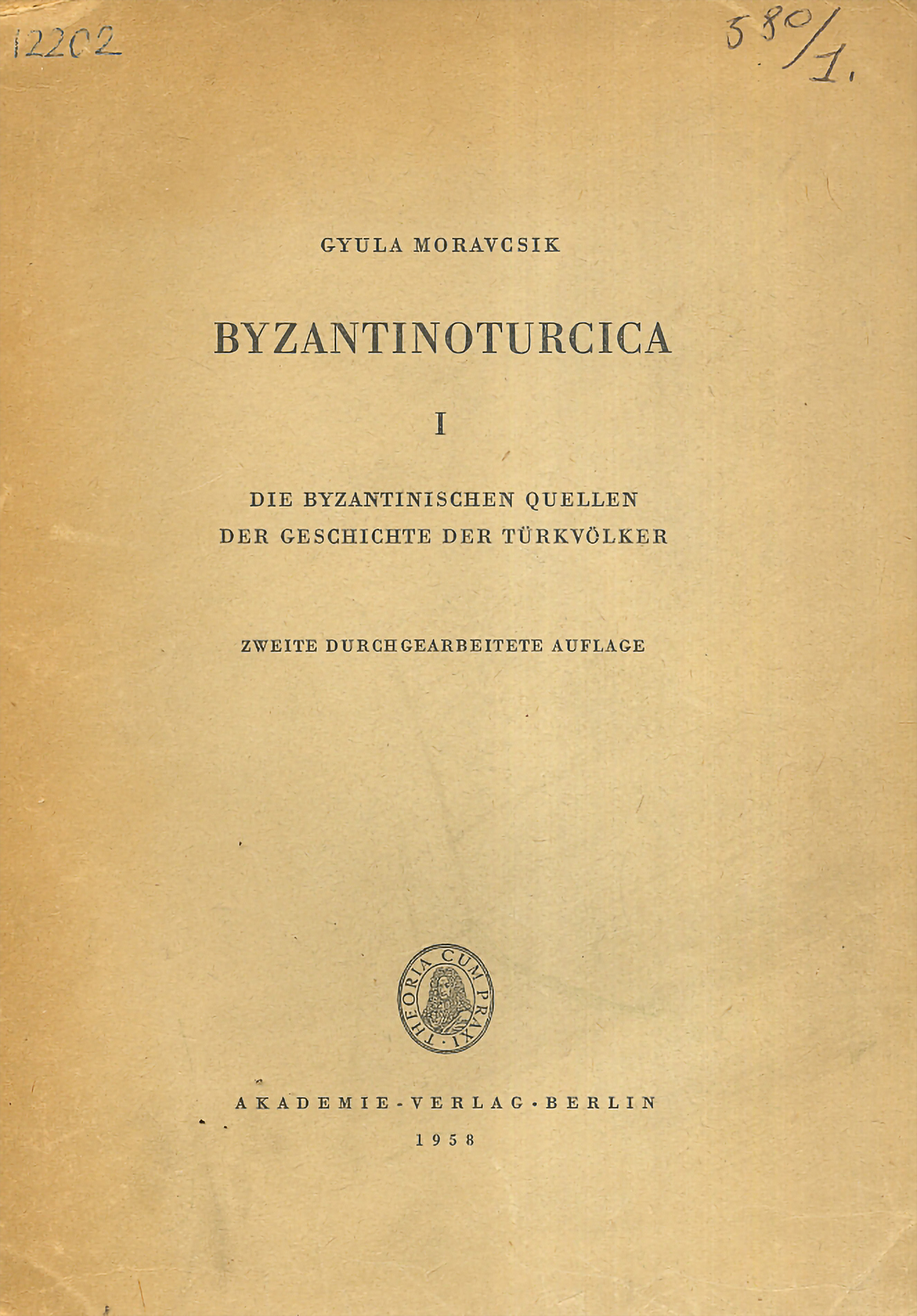
Portada de l'edició berlinesa de Byzantinoturcica I, de Gyula Moravcsik

Gyula (Julius) Moravcsik (Budapest, 29 de gener del 1892 - 10 de desembre del 1972), que sovint signava les seves obres simplement com a Gy. Moravcsik, fou un professor hongarès de Filologia Grega i Història Bizantina que el 1967 fou guardonat amb l'Orde del Mèrit de les Arts i les Ciències.

## Recerca acadèmica
Moravcsik estudià curosament la relació entre l'Imperi Romà d'Orient i els pobles turquesos en el sentit ampli del terme, incloent-hi els hongaresos. La seva obra es plasmà en els dos volums de Byzantinoturcica i la publicació de Bizánc és a Magyarság (‘Bizanci i els magiars') el 1953.
Col·laborà amb Romilly Jenkins en una traducció i edició crítica de Sobre l'administració de l'imperi, de Constantí VII Porfirogènit. Aquesta obra fou publicada per primera vegada a Budapest el 1949 i més tard a Dumbarton Oaks. Moravcsik també contribuí al posterior Commentary, part de la sèrie de Dumbarton Oaks.

## Família
El seu fill gran, Michael Moravcsik (1928-1989) esdevingué professor de Física a la Universitat d'Oregon. El seu fill petit, Julius Moravcsik (1931-2009), esdevingué professor de Filosofia a Universitat Stanford. La seva filla, Edith A. Moravcsik, esdevingué professora de Lingüística a la Universitat de Wisconsin-Milwaukee. El seu net, Andrew Moravcsik, esdevingué professor de Política i Afers Internacionals a la Universitat de Princeton.

## Obres destacades
- Byzantinoturcica I i II, Budapest 1942 i 1943. Segon edició, Berlín, 1958.
- Bizánc és a Magyarság. 1953.
- Studia Byzantina. 1967.
- Constantine Porphyrogenitus: De Administrando Imperio (en anglès). 2a edició revisada.  Dumbarton Oaks Center for Byzantine Studies, 1967. ISBN 978-0-88402-021-9.
- Moravcsik, Gyula. Byzantium and the Magyars (en anglès).  Akadémiai Kiadó, 1970.